# Bahusandhika indica
Bahusandhika indica är en svampart som först beskrevs av Chirayathumadom Venkatachalier Subramanian, och fick sitt nu gällande namn av Chirayathumadom Venkatachalier Subramanian 1956. Bahusandhika indica ingår i släktet Bahusandhika, divisionen sporsäcksvampar och riket svampar.   Inga underarter finns listade i Catalogue of Life.